# 東大俳句会
東大俳句会（とうだいはいくかい）は、1922年（大正11年）にホトトギス発行所（牛込船河原町）にて誕生した俳句会。現在も、草樹会として、活動中である。
また、現在、学内に、学生のサークルとして、東大俳句会を名乗るグループもある。
設立当時は、高浜虚子を指導者として、中田みづほ、山口誓子、水原秋桜子、高野素十、山口青邨らが参加した。1932年（昭和7年）に会の名称を草樹会と改め、会員は学士会会員としていた。後日、他校在籍者でも参加できるようになった。設立の経緯からホトトギス系が強かったが、出身者の所属結社は、多岐にわたる。ただし、出身者の大半は伝統俳句系である。学士会唯一の、公認俳句会で、句会報は、学士会会報に掲載される。
　東大ホトトギス会は、東大俳句会が草樹会、と名を変えた後、1934年、山口青邨が、学生指導のため創設した。1988年.山口青邨没後は、有馬朗人が、東大銀杏会として継承した。東大ホトトギス会に参加した学生たちは、独自に、東大学生俳句会を立ち上げ、青邨没後、東大俳句会、を名乗る。

## 主な出身者
- 山口誓子
- 水原秋桜子
- 高野素十
- 富安風生
- 中田みづほ
- 中村草田男
- 山口青邨
- 福田蓼汀
- 中島斌雄
- 有馬朗人
- 大屋達治
- 西村我尼吾
- 佐怒賀正美
- 大野道夫
- 岸本尚毅
- 日原傳

## 沿革
- 1922年 - 東大俳句会設立
- 1932年 - 草樹会と改名